# سنترویل (مینه‌سوتا)
سنترویل، مینه‌سوتا (به انگلیسی: Centerville, Minnesota) یک شهر در ایالات متحده آمریکا است که در شهرستان آنوکا، مینه‌سوتا واقع شده‌است.

## خصوصیات
سنترویل ۶٫۲۴ کیلومترمربع مساحت و ۳٬۷۹۲ نفر جمعیت دارد و ۲۷۶ متر بالاتر از سطح دریا واقع شده‌است.